# 香港出入境事務
香港出入境事務相當頻繁，在2005年內的出入境旅客達1.914億人次。而香港的出入境事務主要由入境事務處負責，除了對經海陸空三路出入境的人士施行管制之外，還有為香港居民辦理各類證件，包括處理與《中華人民共和國國籍法》有關的申請及根據《香港基本法》而提出的居留權聲稱、簽發旅行證件和身份證，以及辦理民事登記手續 （即生死和婚姻登記)。

## 出入境概況
在2005年，香港的出入境旅客總數共1.914億人次，與2004年的1.815億人次比較，增加5.5%。訪問香港旅客的人數亦由2004年的2,181萬人次，增至2005年的2,336萬人次，增幅為7.1%。這些訪客中，來自中國內地的有1,254萬人次，來自台灣的則有213萬人次。
從2015年11月25日至2015年12月8日，統計數字顯示綜合10個出入境管制站進行之跨界旅運調查，平均每天有70.16萬人次的跨界旅客，較2013/14年的調查上升6.6%，當中92.5%來往香港及中國內地，餘下是來往香港及澳門的旅客。來往香港及內地旅客中，52.2%是香港人；內地旅客佔30.2%；居於內地的香港居民佔15.5%；居於其他地方的人士佔2%。居於中國內地的香港居民近90%來自深圳，返港主要目的是上學（39%）、上班（23.2%）及消閒（15.5%）；當中跨界學生人數較2013/14年度上升35.5%。
每周來往香港及中國內地至少一次的經常跨界旅客達87.6萬人，較2013/14年調查增加18.7%，當中64%屬居於香港人士，36%為內地人。
消閒是香港人到內地的主要目的，佔40.6%；其次是探親，佔30.4%，公幹則佔16.8%，51.1%旅客的行程是即日來回的。
內地訪港旅客平均每天有19.62萬人次，64.5%以「個人遊」計劃到訪香港，當中36%使用「一日一行」及「一日二行」，16.2%旅客使用「一周一行」簽注，12.3%使用「一簽多行」簽注。他們訪港主要是消閒（64.8%）、探望親友（17.1%）及公幹（7.6%），63%的人不過夜。內地旅客最常到訪地點仍然是旺角／太子、尖沙咀，但比例上已經逐步下降，新界西北則顯著上升。
羅湖管制站仍是香港最繁忙的管制站，在2005年，透過該出入境旅客高達9,080萬人次。為加強香港與珠江三角洲的經濟聯繫，落馬洲管制站已由2003年1月27日起提供24小時旅客通關服務。自服務時間延長後，落馬洲管制站旅客流量不斷增加，而2005年經該管制站出入境的旅客，共達4,460萬人次。

## 出入境設施

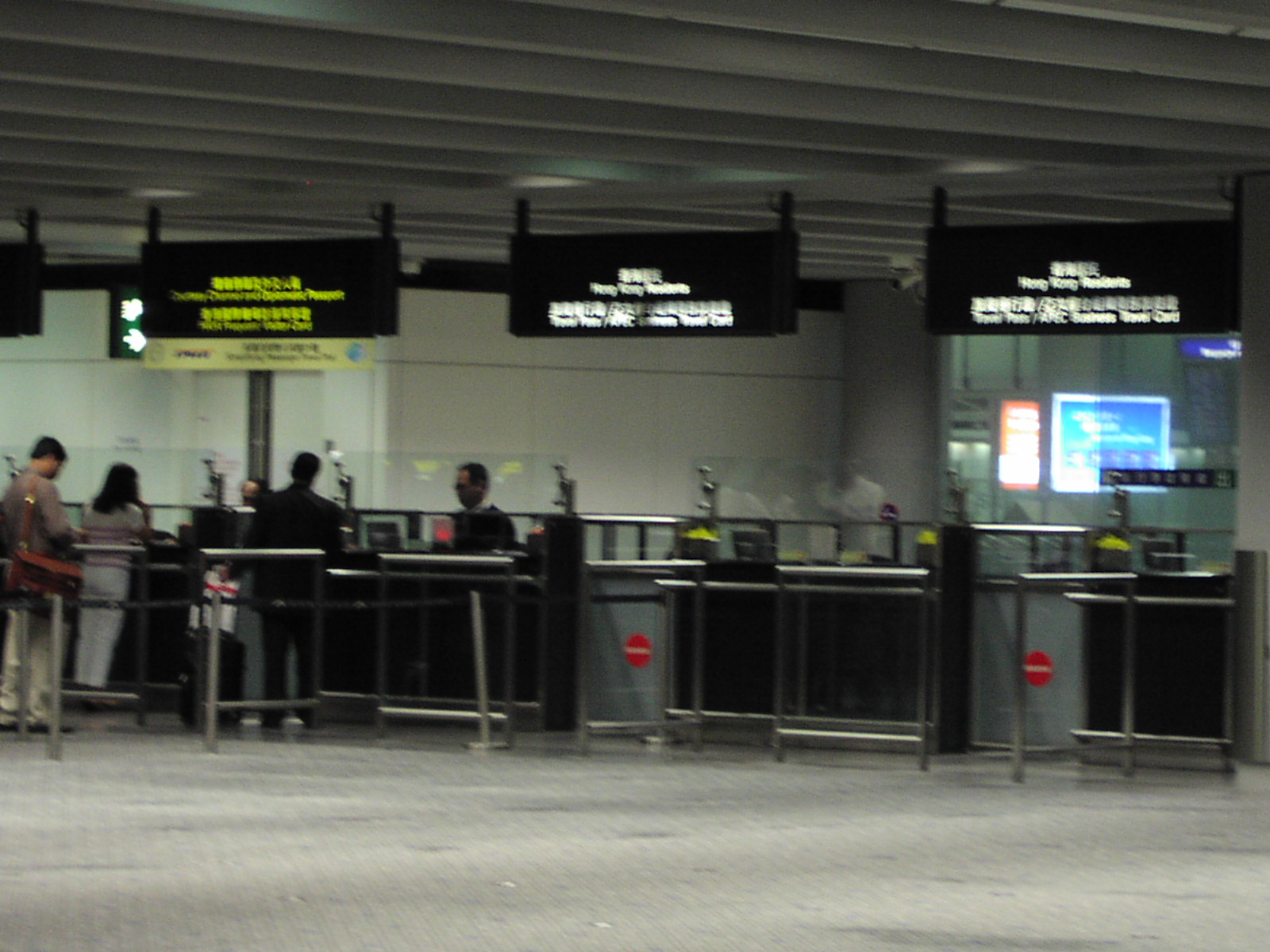
位於香港國際機場的入境櫃檯

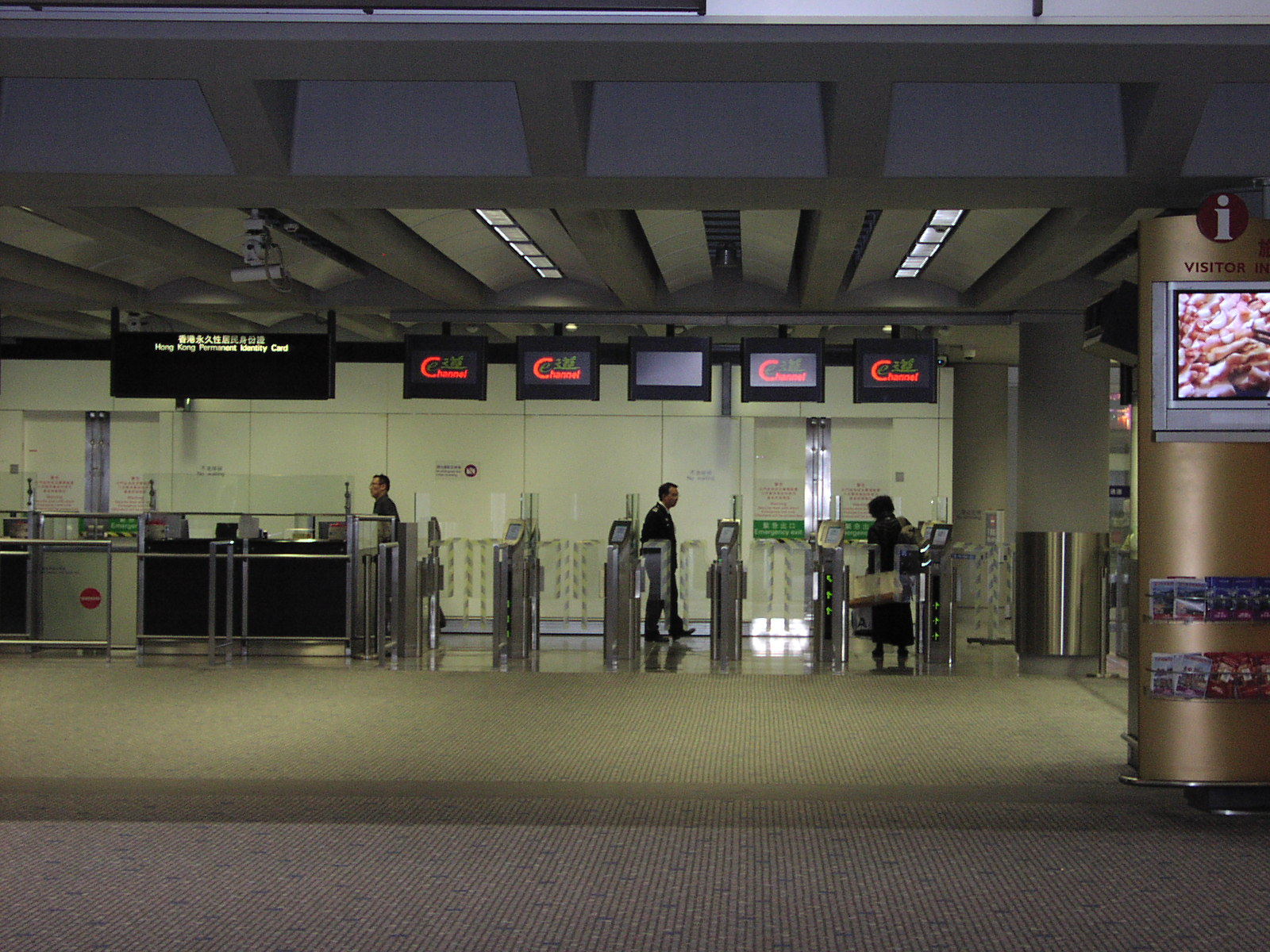
設於香港國際機場的e-道

### 出入境管制站
香港所有的出入境口岸，均設有出入境管制站。截至2023年2月17日，香港的出入境管制站包括有：
- 道路過境通道[3]：文錦渡管制站、沙頭角管制站、落馬洲管制站（接駁皇崗口岸）、深圳灣管制站（在深圳境內實施一地兩檢）、港珠澳大橋香港口岸、香園圍管制站
- 鐵路過境通道[3]：紅磡站（城際客運服務）、羅湖站（港鐵東鐵綫乘客專用，接駁羅湖口岸）、落馬洲站[4]（接駁福田口岸）、高鐵香港西九龍站（接駁广深港高铁西九龙站口岸）
- 海路運輸：上環港澳碼頭、尖沙咀中國客運碼頭、屯門客運碼頭、尖沙咀海運碼頭、啟德郵輪碼頭
- 空路運輸：香港國際機場（VHHH）、港澳碼頭（港澳直升機-VHSS）

### 港口管制站
香港有兩大港口管制站：中環的港口管制組，以及屯門的內河碼頭。

### 自助出入境檢查系統（e-道）
為提升處理出入境旅客的效率和增加整體旅客及車輛的流量，入境事務處已於2004年在所有出入境管制站採用「快檢通」電腦系統，並自同年12月起分階段設立旅客自助出入境檢查系統及車輛司機自助出入境檢查系統，統稱e-道。e-道讓持有香港智能身份證的香港永久性居民及11歲或以上持有香港簽證身份書的人士，可在各管制站以自助方式辦理出入境手續。截至2006年，各管制站共安裝了237條旅客e-道及40條車輛e-道。入境事務處正積極籌備在2006年年底，進一步擴展e-道的服務至其他香港非永久性居民。

## 出入境政策
截至2006年，約有170個國家和地區的國民，可獲免簽證到香港旅遊7至180日不等，並歡迎專業人士或商人來香港工作及投資。雖然香港政府對訪問香港的旅客及對香港發展有貢獻的人士，盡量提供方便的入境安排，但在制定和執行入境管制政策時，香港政府會限制移居香港的人數，使香港人口增長維持於可接受的水平。
每名訪問香港的旅客在入境時，必須帶備足夠旅費及持有離開香港的機票、船票或車票。申請來到香港居住、工作或就讀的人士，在抵達香港前必須取得簽證或入境許可證。
香港主權移交予中華人民共和國後，香港依然是獨立的出入境管制地區。《中英聯合聲明》和《香港基本法》均賦予香港特区政府充分的自治權處理出入境管制事宜。同時，兩份文件亦規定，由中國大陸、澳門及台灣進入香港的人士，仍須遵守以往的入境規定。

## 下述國家或地區人士來港旅遊須申領簽證/進入許可
有關訪客來港簽證或進入許可要求的香港入境事務處資料，是以2012年3月份的情況為依據，其後情況也許有所改變。
| - 阿富汗 - 阿尔巴尼亚非生物特徵護照持有人 - 安哥拉 - 亞美尼亞 - 普通護照持有人 - 白俄羅斯 - 普通護照持有人 - 柬埔寨 - 喀麦隆普通護照持有人 - 刚果民主共和国 - 刚果共和国普通護照持有人 - 臨時護照或簽證身份書持有人 - 古巴 - 衣索比亞 | - 中国(內地居民需要辦理往来港澳通行证及簽注、居住在海外的中國公民需要辦理入港许可） - 格瑞那達 - 伊朗 - 伊拉克 - 黎巴嫩 - 利比里亚 - 利比亞 - 摩尔多瓦 - 蒙特內哥羅 - 緬甸 - 尼泊尔 - 尼加拉瓜 - 奈及利亞 - 巴基斯坦普通護照持有人 - 巴勒斯坦 - 巴拿马 | - 秘魯特別護照持有人 - 塞爾維亞 - 塞内加尔 - 斯里蘭卡普通護照持有人 - 苏丹 - 南蘇丹 - 叙利亚 - 多哥普通護照持有人 - 國家護照或受保護人士護照持有人 - 在護照的national status上註為「I-TUVALU」的持有人 - 乌克兰 - 乌拉圭根據烏拉圭法令第289/90號所簽發的烏拉圭護照持有人 - 梵蒂冈公務護照持有人 - 越南 |

## 吸納優質移民措施

### 資本投資者入境計劃
資本投資者入境計劃設立的目的，是讓任何把不少於650萬港元的資金帶來香港，但不會在香港參與經營任何業務的資本投資者來到香港居留。投資者可從獲許投資資產類別中選擇自己的投資項目，無須開辦或合辦業務。
計劃於2003年10月27日開始實施，截至2005年年底，入境事務處共接獲1,110位資本投資者及1,916位相關受養人就該計劃提出的申請，其中共有750位申請人獲批准，包括598位獲正式批准及152位獲原則上批准。在該計劃內的投資金額總值達43.3億港元。

### 輸入內地人才計劃
輸入內地人才計劃旨在吸引具有認可資歷的中國大陸（內地）優秀人才和專業人才到香港工作，以滿足香港就業市場的人力需求，提高香港在全球化市場的競爭力。此計劃沒有設定行業限制，適用於輸入藝術、文化、體育，以至飲食業的優才和專才，並容許公司內部調派高級管理人員及專業人才到香港工作。申請人必須擁有香港缺乏或渴求的專業知識和技能，亦必須能為香港企業的日常運作及有關的行業作出貢獻，以促進香港經濟發展。
計劃於2003年7月15日推出，截至2005年年底，已有9,124名來自中國大陸的優秀人才和專業人才，透過此計劃獲准到香港工作。

### 高端人才通行證計劃
高端人才通行證計劃旨在吸引世界各地具備豐富工作經驗及高學歷的高端人才到香港工作。這些高端人才包括高收入人士和世界頂尖大學的畢業生。
- A類：申請前一年全年收入達港幣250萬元或以上的人士；
- B類：獲指定綜合名單中訂明的全球百強大學頒授學士學位，並於申請前五年內累積至少三年工作經驗的人士；及
- C類：在申請前五年內獲全球百強大學頒授學士學位、但工作經驗少於三年的人士。此類別設上限每年10 000人。

## 香港居留權
根據香港法例的規定，香港永久性居民享有香港特别行政区居留權。《香港基本法》第24條列明6類屬於香港永
久性居民的人士。1997年7月1日，香港政府修訂香港法例中的《入境條例》（第115章）內有關居留權的條文，使其符合《香港基本法》的規定。
香港政府在1997年7月10日推出居留權證明書計劃。根據該計劃，任何人憑藉世系享有香港永久性居民的身份，只可藉其持有附貼於有效旅行證件上的居留權證明書，方可確立。
根據香港法例中的《人事登記條例》（第177章）及其附屬法例，香港永久性居民可獲簽發永久性居民身份證，註明持證人擁有香港永久居留權。

### 居港權爭議
由於《香港基本法》第24條第3款的規定，大量居住於中國大陸的人士聲稱自己擁有香港永久居留權，引發了居港權爭議。1999年1月，香港終審法院對一宗案件的判決引起居港權爭議。這判決令香港人在中國大陸所生的非婚生子女都享有居港權，包括私生子女在內。當時的香港保安局局長葉劉淑儀聯同當時的香港律政司司長梁愛詩到北京尋求人大釋法。1999年6月，中華人民共和國全國人大常委會對《香港基本法》作出解釋，根據解釋，只有香港人在中國大陸所生的婚生子女才享有居港權，非婚生子女及出生時父或母仍未成為香港居民的則沒有居港權，而使有權來香港的人數減至20萬。
在2001年，香港終審法院對「莊豐源案」作出終審判決，裁定根據《香港基本法》第24條，任何在香港出生的中國籍人士，不論父母雙方是否香港居民或香港永久居民，都可以成為香港永久性居民。這令香港自2001年起吸引了更多的中國大陸孕婦來香港產子，結果中國大陸孕婦來香港產子的數字在過去幾年不斷激增，繼而衍生拖欠住院費，佔用本地醫院婦產科等等的問題。

## 其他相關事宜

### 證件簽發
入境事務處由1997年7月1日開始簽發香港特區護照。在2005年，該處共簽發了437,790本護照。該處採用先進科技印製香港特區護照，自2003年1月1日起，香港特區護照更加強了護照的防偽特徵。
入境事務處於2003年6月23日開始，為市民簽發智能身份證，而為期約四年的全港市民換領身份證計劃亦於2003年8月18日展開。2008年7月13日，入境事務處宣佈第二代電腦身份證於2008年11月30日起全部失效。2018年10月，入境事務處宣佈全港市民由2018年12月27日起，分批更換新智能身份證。兩次換證計劃，現有身份證持有人須按照出生年份，在指明限期內分批換領智能身份證。凡因不在香港而未能在指明限期內換領新身份證的人士，須在返港後30日內補辦手續。

### 中華人民共和國國籍事宜
香港主權移交後，入境事務處開始處理與《中華人民共和國國籍法》有關的申請。在2005年內，該處共收到49份申報國籍變更的申請、1,719份加入中華人民共和國國籍的申請、74份退出中華人民共和國國籍的申請及6份恢復中華人民共和國國籍的申請。

### 對在香港以外地方的香港居民的協助
在香港以外地方的香港居民如需協助，例如遺失旅行證件、遇上交通意外、被捕或被扣留等，他們可向中華人民共和國駐外國使領館、香港特區政府駐北京辦事處及香港特區政府駐粵經濟貿易辦事處的入境事務組，或入境事務處求助。在2005年，當局共接到4,201宗求助個案。

### 非法入境統計
在2005年，被截獲的中國大陸非法入境者人數為2,191名，與2004年所拘獲的2,899名比較，減少了24.4%。這些非法入境者有部份在香港非法工作，亦有些是為探親而偷渡來港。2005年中國大陸非法入境孕婦的人數是45名，與2004年的65名比較，減少了30.8%。

### 越南船民問題
香港自1979年起面對越南船民問題，至2000年結束，共接收高達30萬名船民。大量船民雖然在經濟、治安上為香港帶來沉重負擔，但這亦是香港歷來最龐大的國際人道救援行動。而入境事務處主要負責一切與越南難民、船民和非法入境者有關的事宜，其中包括安排越南難民移居海外，以及遣返越南船民和非法入境者。
香港政府在2000年2月22日宣布實施擴大本地收容計劃，讓仍然滯留在港的越南難民及合資格的越南船民申請在港居留。直至2005年年底，1,385名難民或船民因而獲准在香港居留。而在1975年至2005年期間，獲得外國收容的滯港越南難民有143,714名。
另一方面，在2005年抵達香港的越南非法入境者有373人，2004年抵港的有164人，而2003年則有165人。直至2005年年底，香港仍有31名越南船民及324名越南非法入境者。

### 難民問題
隨着近年中東地區政局不穩，中東及東南亞難民湧入香港問題愈益受到關注。當中部分人酷刑聲請留港，免遭遣返。

## 外部連結
- 入境事務處 （页面存档备份，存于）